# Patris corde
Patris corde ("Con cuore di padre") è una lettera apostolica di papa Francesco, datata e pubblicata l'8 dicembre 2020 nel 150º anniversario della dichiarazione di San Giuseppe quale Patrono della Chiesa universale.
In concomitanza alla lettera, il papa indisse uno speciale anno di San Giuseppe dall'8 dicembre 2020 fino all'8 dicembre 2021, in occasione del quale fu possibile ottenere speciali indulgenze.